# Die Stadt (Roman)
Die Stadt (ukrainisch Місто Misto) ist ein Bildungs- und Großstadtroman des ukrainischen Schriftstellers Walerjan Pidmohylnyj. Der Roman erschien erstmals im Jahr 1928 und gilt heute als eines der Hauptwerke der ukrainischen Moderne.
In der Ukraine gehört der Roman zur Schullektüre.

## Hintergrund

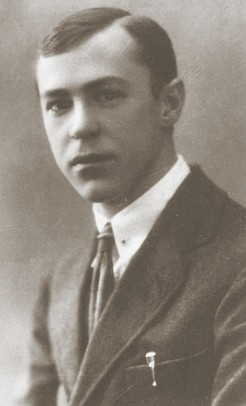
Der Autor Walerjan Pidmohylnyj im Jahr 1929

Wie Pidmohylnyj in einer Notiz aus dem Jahr 1929 gesteht, ging der Roman aus einer Drehbuchidee hervor. Der Autor hatte sie als Filmkomödie angelegt und bis zu einem Viertel fertiggestellt, dann aber aufgegeben. Anstoß für die Drehbucharbeit war die Verlegung des ukrainischen Bild- und Filmamtes aus Charkiw, seit 1919 (und bis 1934) Hauptstadt der Ukrainischen Sozialistischen Sowjetrepublik, ins größere Kiew und die daran schließende Kinobegeisterung unter Kiewer Autoren gewesen. Die Helden des Romans sind der Dörfler Stepan Radtschenko und die Großstadt Kiew. Die Geschichte trägt autobiografische Züge. Wie Stepan Radtschenko war auch Walerjan Pidmohylnyj aus einem Dorf nach Kiew gekommen, um zu studieren, hatte dort die ukrainische Sprache unterrichtet, als Redakteur gearbeitet und als Autor Karriere gemacht. Pidmohylnyj äußerte sich dazu: „Ich schrieb den Roman Die Stadt, weil ich die Stadt liebe und mir weder mich noch meine Arbeit außerhalb der Stadt vorstellen kann.“
Die Handlung spielt in den 1920er Jahren, zur Zeit der Neuen Ökonomischen Politik (NÖP/NEP) und der Ukrainisierung. Lenin hatte den Sowjetrepubliken nach den Jahren des Kriegskommunismus neue wirtschaftliche und kulturelle Freiheiten gewährt, wozu auch die Förderung der ukrainischen Sprache gehörte. Der Roman wurde auf Ukrainisch verfasst und handelt unter anderem von der Ukrainisierung. Bereits 1930 erschien in der Reihe „Das Schaffen der Völker der UdSSR“ eine russische Übersetzung als Ausgabe für die gesamte Sowjetunion. Im selben Zeitraum beendete Stalin mit der Großen Wende die liberale Ära des NÖP. Pidmohylnyj wurde 1934 verhaftet, 1935 auf die Solowezki-Inseln deportiert und im November 1937 mit vielen anderen ukrainischen Intellektuellen erschossen. Diese Ereignisse sind unter dem Begriff Rosstriljane widrodschennja (erschossene Renaissance) bekannt. Sein Roman Die Stadt konnte erst 1989 im Rahmen der Perestroika wieder in der Sowjetunion erscheinen.

## Inhalt
Der Roman gliedert sich in zwei Teile mit jeweils 14 Kapiteln. Hauptfigur ist der junge Dörfler Stepan Radtschenko, der zum Studieren in die große Stadt kommt und diese wie einst Bel-Ami Schritt für Schritt erobert. Stepan schwankt zwischen Selbstüberschätzung und Minderwertigkeitskomplex und hat auch eine Vorgeschichte. Bereits mit zwei Jahren hatte er seine Mutter verloren. Im Bürgerkrieg kämpfte der Jugendliche auf Seiten der Bolschewiki, wobei er knapp mit dem Leben davongekommen war. In seinem Dorf hat er nach dem Krieg eine Bibliothek aufgebaut und betreut. Nach drei Jahren intensiver Vorbereitung soll er drei Jahre in Kiew studieren, um gut ausgebildet in sein Dorf zurückzukehren.
Als Stepan in Kiew ankommt, zieht er zuerst in eine Scheune der Kaufmannsfamilie Hnidy ein. Statt Miete zu zahlen, melkt Stepan Kühe und holt Wasser, im Winter hackt er Holz. Stepans erste große Liebe ist Nadijka, die aus demselben Dorf stammt wie er und ebenfalls studiert. Bald will Stepan Schriftsteller werden und geht mit einer Kurzgeschichte zu Mychajlo Lichterschein, einem wichtigen Kritiker, der für ihn als Amateur keine Zeit hat. Voller Wut zerfetzt er seine Kurzgeschichte und vergewaltigt Nadijka. Er beginnt eine Affäre mit seiner reifen Vermieterin Tamara Wasyliwna, genannt Musinka.
Langsam steigt Stepan auch gesellschaftlich auf. Er wird Dozent für Ukrainisch, später Chefredakteur einer Literaturzeitschrift. Privat wechselt er seine Affären und zieht immer dichter in das Zentrum Kiews. Er will noch immer ein Schriftsteller werden, lernt andere Kritiker und Dichter kennen und etabliert sich. Am Ende des Romans beginnt er einen Roman "über die Menschen" zu schreiben.

## Charaktere
- Stepan Radtschenko – Protagonist
- Nadijka (analog zum russischen Nadja bedeutet der Name „Hoffnung“) – Landmädchen
- Lewko – Student der Agrarökonomie und Stepans alter Schulfreund
- Tamara Wasyliwna Hnida (Musinka) – Gattin des Hausherrn und Stepans reife Geliebte
- Maksym Hnidy – Musinkas Sohn
- Borys Sadoroschnij – Absolvent und Stepans Freund
- Zoya – sprunghafte Städterin und Stepans junge Geliebte
- Rita – Ballerina und Stepans Geliebte
- Lanskyj (Wyhorskyj) – Dichter und Stepans Freund.

## Ausgaben und Übersetzungen
- Deutsch: Die Stadt. Ins Deutsche übersetzt und mit einem Nachwort versehen von Alexander Kratochvil, Lukas Joura, Jakob Wunderwald und Lina Zalitok. Guggolz Verlag, Berlin 2022, ISBN 978-3-945370-35-3.
- Tschechisch: Město. Přeložil Miroslav Tomek, Větrné mlýny. Brno 2019.[9]
- Englisch: Valerian Pidmohylny: The City. Übersetzt von Maxim Tarnawsky.
  - Part One: Ukrainian Literature, Volume 4, 2014, S. 11–103 (PDF, 694 KB).
  - Part Two: Ukrainian Literature, Volume 5, 2018, S. 105–233 (PDF, 1,02 MB).
- Russisch: В. П. Пидмогильный: Город. Роман, пер. с укр. Б. Елисаветского. Государственное издательство, 1930.
- Ukrainisch: Валеріян Підмогильний: Місто. Роман. Книгоспілка, Київ, 1929. (Digitalisat auf Wikimedia Commons, PDF, 13,26 MB)

### Rezensionen
- Christian Thomas: Walerjan Pidmohylnyj „Die Stadt“: Kein Halt, nirgends, Frankfurter Rundschau vom 12. August 2022.
- Ulrich M. Schmid: Walerjan Pidmohylnyj erobert Kiew als literarische Stadt, NZZ online vom 27. Juli 2022.
- Christian Schröder: Kiew-Roman „Die Stadt“, Tagesspiegel vom 8. Mai 2022.
- René Schlott: Kiew – Verheißung und Verhängnis, Die Zeit vom 13. April 2022.
- Christoph Haacker: Kiew, mon amour, Deutschlandfunk vom 31. März 2022.
- Anna Prizkau: Kiew-Roman: „Die Russen morden immer noch. Aber sie haben schon verloren!“ Frankfurter Allgemeine Zeitung vom 13. März 2022.